# Liste der Bodendenkmale in Velten
Die Liste der Bodendenkmale in Velten enthält alle Bodendenkmale der brandenburgischen Stadt Velten. Grundlage ist die Veröffentlichung der Landesdenkmalliste mit dem Stand vom 31. Dezember 2020. Die Baudenkmale sind in der Liste der Baudenkmale in Velten aufgeführt.

## Velten
| Gemarkung     | Flur          | Kurzansprache | Bodendenkmalnummer | Bemerkung | Bild |
| ------------- | ------------- | --- | ------------------ | --------- | ---- |
| Velten (Lage) | 3, 5, 6, 7, 9 | Dorfkern deutsches Mittelalter, Friedhof Mittelalter, Friedhof Neuzeit, Siedlung Eisenzeit, Siedlung römische Kaiserzeit, Dorfkern Neuzeit | 70030              |           |      |
| Velten (Lage) | 18, 19        | Siedlung Bronzezeit | 70032              |           |      |
| Velten (Lage) | 19            | Rast- und Werkplatz Mesolithikum | 70033              |           |      |